# Aviatorilor (stacja metra)
Aviatorilor – stacja metra w Bukareszcie na linii M2. Położona jest na końcu Bulwaru Aviatorilor, przy Skwerze Charles’a de Gaulle’a. W pobliżu znajduje się siedziba TVR oraz Park Herăstrău.